# 臺灣紅螯蛛
臺灣紅螯蛛（学名：Cheiracanthium taiwanicum）为長腳袋蛛科紅螯蛛屬下的一个种。